# Santuario di Sant'Ignazio
Il santuario di Sant'Ignazio è un santuario cattolico, dedicato a Sant'Ignazio di Loyola, situato a 931 metri sul livello del mare nelle valli di Lanzo, nella città metropolitana di Torino. È costruito sulla sommità del monte Bastia, in comune di Pessinetto.

## Storia

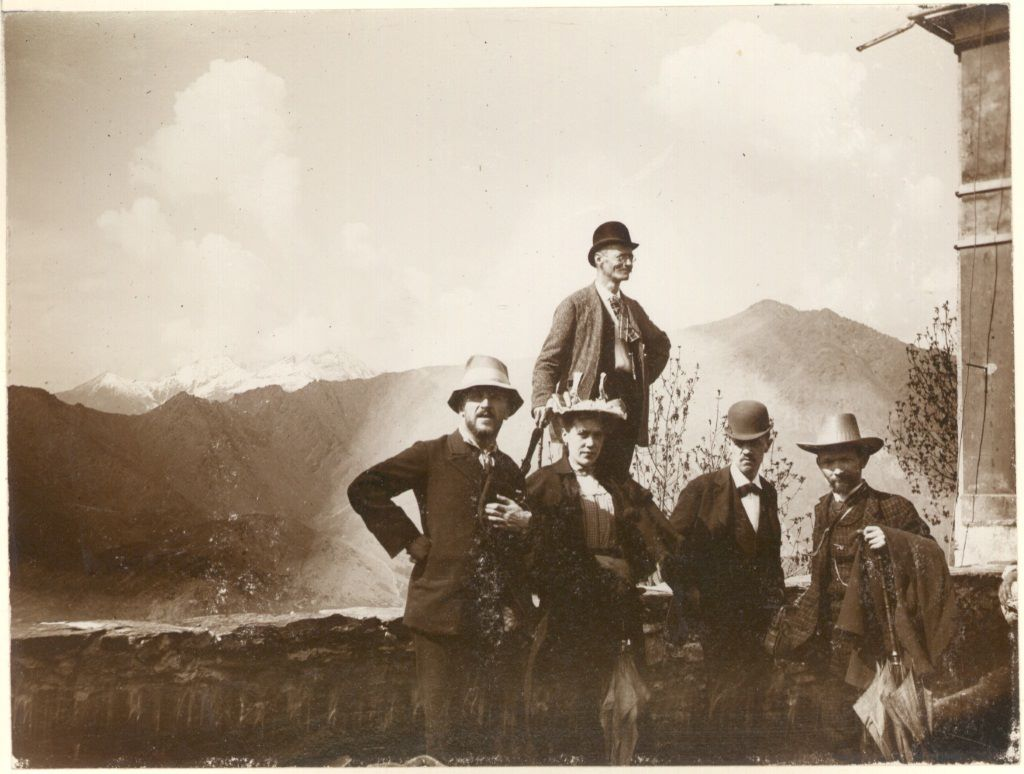
Marzo 1899, turisti sul piazzale del santuario (foto M.Gabinio)

Il santuario fu costruito a partire dal 1629 per ricordare alcuni miracoli attribuiti all'intervento di Sant'Ignazio di Loyola. Tra questi può essere ricordata la protezione accordata agli abitanti della zona contro un'invasione di lupi che terrorizzava in quegli anni le valli di Lanzo e che costò la vita non solo a numerosi capi di bestiame ma anche ad alcuni bambini, che vennero divorati dagli animali. Dopo la scelta della collocazione del santuario il Santo comparve inoltre proprio sul monte Bastia ad una coppia di Tortorello, fatto che fu interpretato come la conferma della collocazione dell'edificio. Un testo appartenente alle «Litterae Annuae Collegii Taurinensis (1578-1629)» afferma che la prima pietra dell'edificio venne posata dalla “Serenissima Principessa” Margherita di Savoia.
La prima cappella costruita sulla cima del monte si rivelò ben presto insufficiente all'affluenza dei fedeli così che gli abitanti del luogo donarono la cima della montagna alla compagnia di Gesù, che ampliò l'edificio sacro inglobando al suo interno la roccia che costituisce la cima del monte Bastia. Dopo lo scioglimento della compagnia di Gesù, avvenuto nel 1773, l'edificio passò al demanio sabaudo che lo cedette all'Arcidiocesi di Torino nel 1789. Da allora oltre che alla devozione popolare degli abitanti della zona il santuario è stato principalmente destinato a casa per esercizi spirituali, rivolti in particolare al clero torinese.
A tali esercizi spirituali parteciparono i principali santi torinesi dell'Ottocento tra i quali San Giovanni Bosco, San Giuseppe Cafasso, San Leonardo Murialdo e il Beato Allamano.

## Accesso al santuario

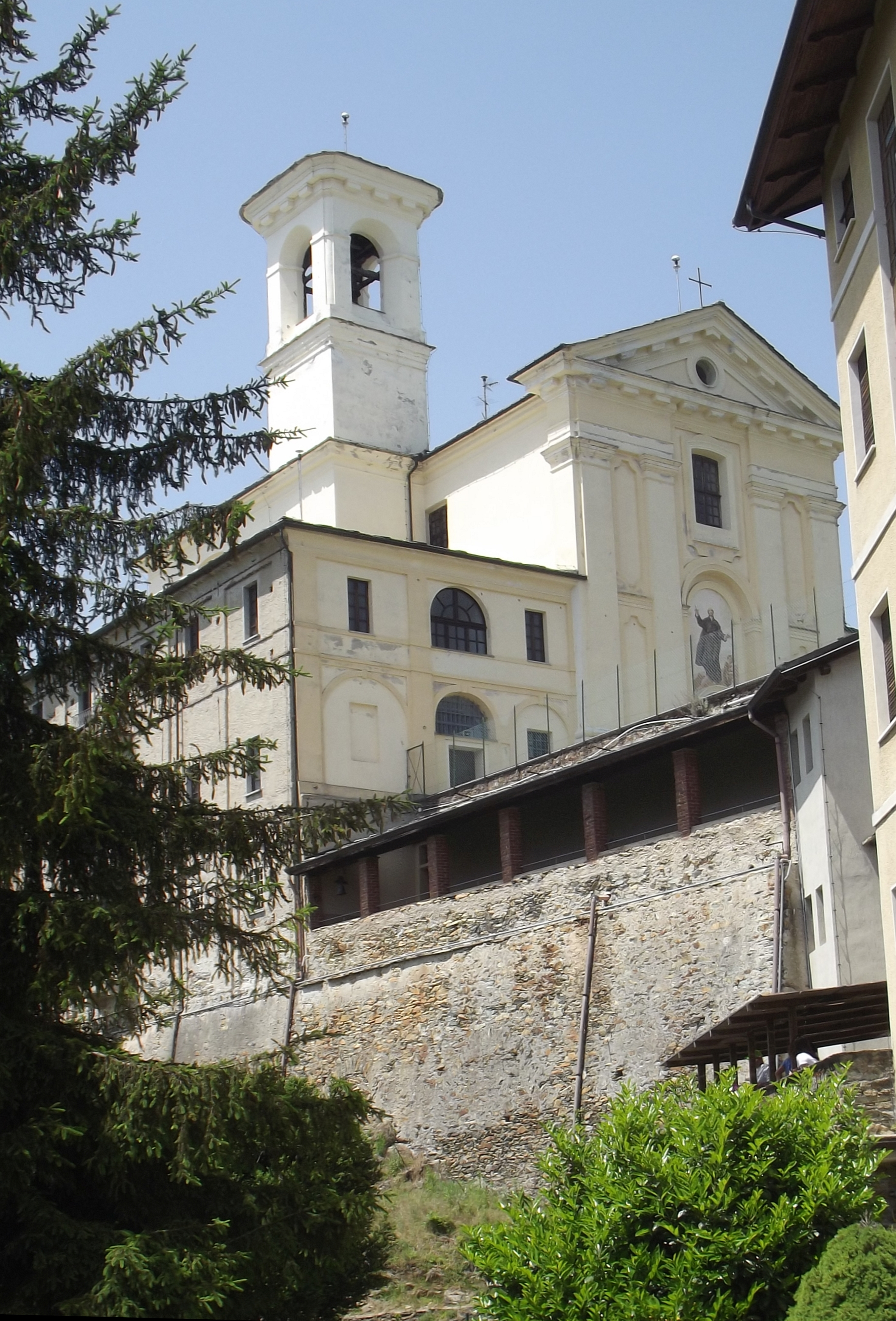
Il santuario visto dal cortile inferiore

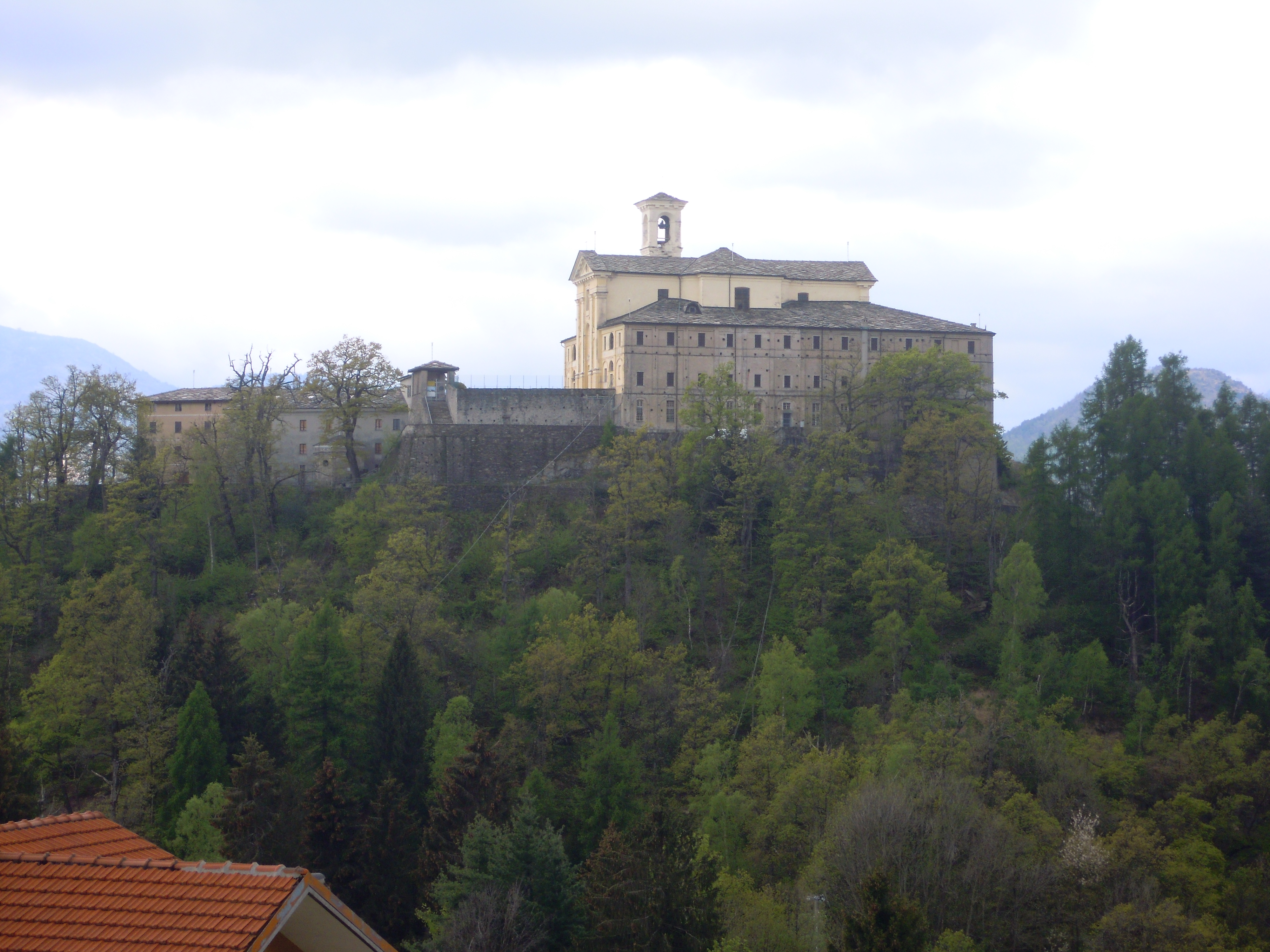
Il santuario visto dalla vicina frazione Tortore

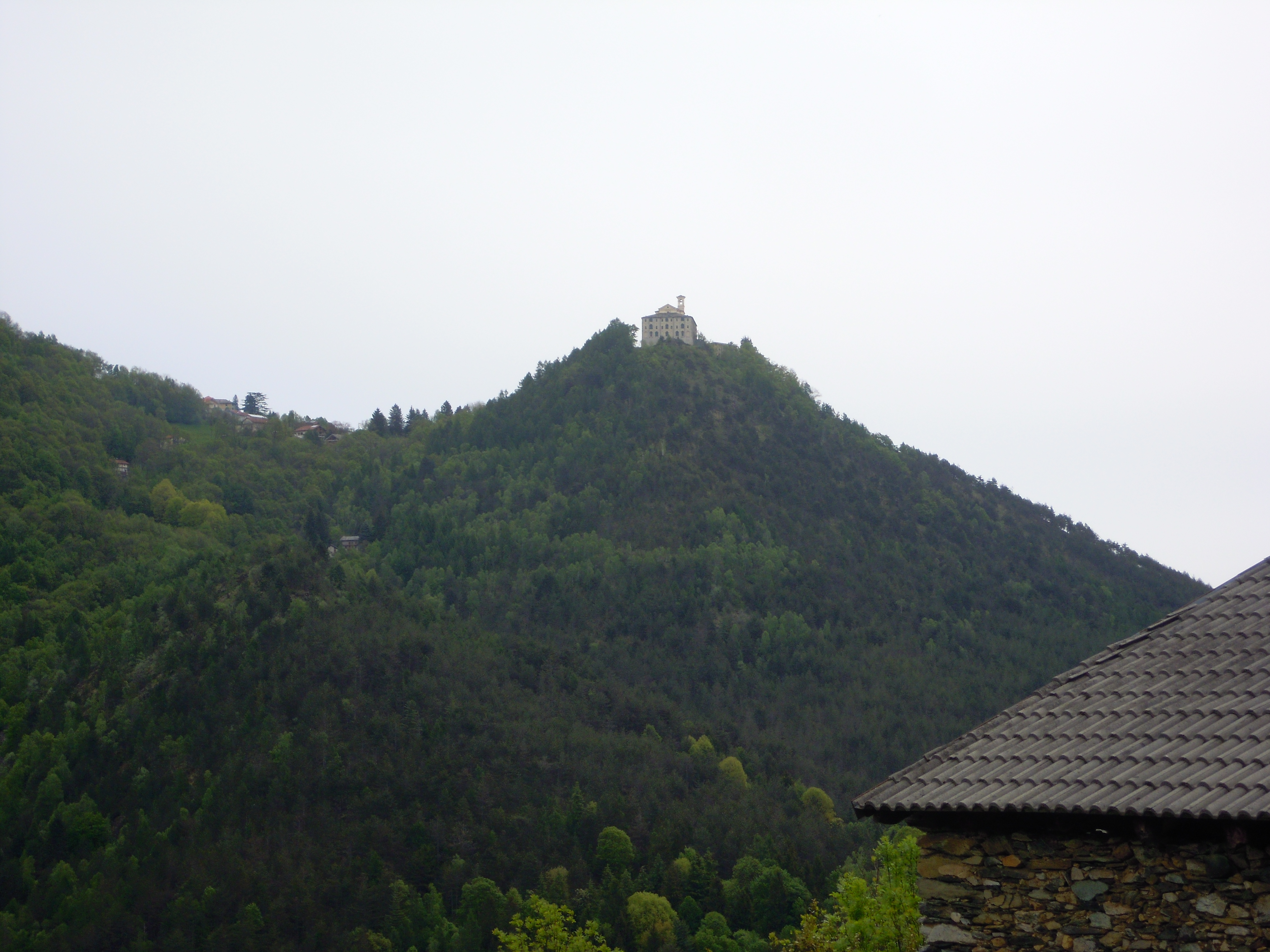
Dal versante opposto, comune di Mezzenile

Il santuario è accessibile tramite una stradina che lo collega alla sottostante frazione Tortore, dalla quale si può scendere verso Pessinetto o verso Lanzo Torinese.
Al santuario si può inoltre arrivare a piedi seguendo vari sentieri con partenza ad esempio da Germagnano o dalla frazione di Losa (Pessinetto)..

## Eventi
Il 31 luglio, giorno della morte del santo titolare, si celebra al santuario la festa di Sant'Ignazio. Oltre alle celebrazioni religiose sono in genere previsti un pranzo, esecuzione di brani musicali, una processione e, nei giorni che seguono, la benedizione dei bambini ed attività rivolte alle famiglie.
Il 31 luglio l'arcidiocesi di Torino organizza inoltre un pellegrinaggio al santuario, che si svolge in parte a piedi.